# Kraina klejnotów
Kraina klejnotów (jap. 宝石の国 Hōseki no kuni) – manga z gatunku fantasy autorstwa Haruko Ichikawy, publikowana na łamach magazynu „Afternoon” wydawnictwa Kōdansha od października 2012 do kwietnia 2024. W lipcu 2013 w serwisie YouTube ukazało się krótkie anime promujące wydanie 1. tomu. Na jej podstawie studio Orange wyprodukowało telewizyjny serial anime, który emitowano od października do grudnia 2017.
W Polsce prawa do dystrybucji mangi nabyło Studio JG.

## Fabuła
Fosfofilit żyje w świecie zamieszkiwanym przez antropomorficzne, nieposiadające płci klejnoty walczące z mieszkańcami Księżyca, którzy chcą je porwać i przerobić na dekoracje. Przez swoich towarzyszy uznawany jest za bezużyteczny. Za zadanie dostaje napisanie encyklopedii historii naturalnej. W tym celu prosi o pomoc Cynober, co jest początkiem ich przyjaźni.

## Bohaterowie
- Fosfofilit (jap. フォスフォフィライト Fosufofiraito)

Seiyū: Tomoyo Kurosawa 
- Cynober (jap. シンシャ Shinsha)

Seiyū: Mikako Komatsu 
- Diament (jap. ダイヤモンド Daiyamondo)

Seiyū: Ai Kayano 
- Bort (jap. ボルツ Borutsu)

Seiyū: Ayane Sakura 
- Morganit (jap. モルガナイト Moruganaito)

Seiyū: Mutsumi Tamura 
- Goshenit (jap. ゴーシェナイト Gōshenaito)

Seiyū: Saori Hayami 
- Rutyl (jap. ルチル Ruchiru)

Seiyū: Yumi Uchiyama 
- Jadeit (jap. ジェード Jēdo)

Seiyū: Ayahi Takagaki 
- Czerwony Beryl (jap. レッドベリル Reddo Beriru)

Seiyū: Maaya Uchida 
- Ametyst (jap. アメシスト Ameshisuto)

Seiyū: Kanae Itō 
- Benitoit (jap. ベニトアイト Benitoaito)

Seiyū: Ari Ozawa 
- Neptunit (jap. ネプチュナイト Nepuchunaito)

Seiyū: Atsumi Tanezaki 
- Cyrkon (jap. ジルコン Jirukon)

Seiyū: Himika Akaneya 
- Obsydian (jap. オブシディアン Obushidian)

Seiyū: Ryō Hirohashi 
- Żółty Diament (jap. イエローダイヤモンド Ierō Daiyamondo)

Seiyū: Junko Minagawa 
- Euklaz (jap. ユークレース Yūkurēsu)

Seiyū: Mamiko Noto 
- Aleksandryt (jap. アレキサンドライト Arekisandoraito)

Seiyū: Rie Kugimiya 
- Sfen (jap. スフェン Sufen)

Seiyū: Hitomi Nabatame 
- Perydot (jap. ペリドット Peridotto)

Seiyū: Hōko Kuwashima 
- Turmalin Arbuzowy (jap. ウォーターメロン・トルマリン Wōtāmeron Torumarin)

Seiyū: Sayaka Harada 
- Hemimorfit (jap. ヘミモルファイト Hemimorufaito)

Seiyū: Reina Ueda 
- Antarktycyt (jap. アンタークチサイト Antākuchisaito)

Seiyū: Mariya Ise 
- Paparadża (jap. パパラチア Paparachia)

Seiyū: Romi Park 
- Heliodor (jap. ヘリオドール Heriodōru)

Seiyū: M・A・O 
- Mistrz Kongo (jap. 金剛先生 Kongō-sensei)

Seiyū: Jōji Nakata 
- Ventricosus (jap. ウェントリコスス Wentorikosusu)

Seiyū: Chiwa Saitō 
- Aculeatus (jap. アクレアツス Akureatsusu)

Seiyū: Yūko Sanpei 

## Manga
Pierwszy rozdział mangi ukazał się 25 października 2012 w magazynie „Afternoon”. W grudniu 2020 ogłoszono, że manga zostanie tymczasowo wstrzymana. Publikację wznowiono w czerwcu 2022. W październiku 2023 została ponownie wstrzymana, wznowiona została zaś w lutym 2024. Ostatni rozdział opublikowano 25 kwietnia 2024. Wydawnictwo Kōdansha zebrało jej rozdziały do wydań w formacie tankōbon, których pierwszy tom ukazał się 23 lipca 2013. Tego samego dnia w serwisie YouTube ukazał się również film promocyjny stworzony przez Studio Hibari. Ostatni, 13. tom, został wydany 21 listopada 2024.
W Polsce prawa do dystrybucji mangi nabyło Studio JG.
| Nr | Język japoński       | Język japoński         | Język polski         | Język polski           |
| Nr | Data wydania         | ISBN                   | Data wydania         | ISBN                   |
| --- | -------------------- | ---------------------- | -------------------- | ---------------------- |
| 1 | 23 lipca 2013        | ISBN 978-4-06-387906-3 | 24 maja 2024         | ISBN 978-83-8257-420-3 |
| Lista rozdziałów - 1. Fosfofilit (jap. フォスフォフィライト Fosufofiraito) - 2. Cynober (jap. シンシャ Shinsha) - 3. Diament (jap. ダイヤモンド Daiyamondo) - 4. Ślimak (jap. コクレア Kokurea) - 5. Metamorfoza (jap. メタモルフォス Metamorufosu) - 6. Ekstrakcja (jap. エクストラクト Ekusutorakuto)                                                    |                      |                        |                      |                        |
| 2 | 23 stycznia 2014     | ISBN 978-4-06-387950-6 | 30 sierpnia 2024     | ISBN 978-83-8257-506-4 |
| Lista rozdziałów - 7. Ventricosus (jap. ウェントリコスス U~entorikosusu) - 8. Morze (jap. 海 Umi) - 9. Dusza, ciało, kości (jap. 魂・肉・骨 Tamashī niku kotsu) - 10. Powrót (jap. 帰還 Kikan) - 11. Nowe nogi (jap. 新しい足 Atarashī ashi) - 12. Żółty Diament (jap. イエロー・ダイヤモンド Ierō daiyamondo) - 13. Bliźniacze klejnoty (jap. 双晶 Sōshō) |                      |                        |                      |                        |
| 3 | 22 sierpnia 2014     | ISBN 978-4-06-387992-6 | 29 października 2024 | ISBN 978-83-8257-562-0 |
| Lista rozdziałów - 14. Pierwsza bitwa (jap. 初陣 Uijin) - 15. Zimowy sen (jap. 冬眠 Tōmin) - 16. Dryfujący lód (jap. 流氷 Ryūhyō) - 17. Wybrzeże Początku (jap. 緒の浜 Cho no hama) - 18. Antarktycyt (jap. アンタークチサイト Antākuchisaito) - 19. Nowe ręce (jap. 新しい手 Atarashī te) - 20. Koniec zimy (jap. 冬の終わり Fuyu no owari)               |                      |                        |                      |                        |
| 4 | 22 maja 2015         | ISBN 978-4-06-388044-1 | 27 marca 2025        | ISBN 978-83-8257-629-0 |
| Lista rozdziałów - 21. Wiosna (jap. 春 Haru) - 22. Przemiana (jap. 変容 Henyō) - 23. Decyzja (jap. 判断 Handan) - 24. Odwrót (jap. 撤退 Tettai) - 25. Podział (jap. 分岐 Bunki) - 26. Szczeknięcie (jap. 鳴き声 Nakigoe) - 27. Tajemnica (jap. 秘密 Himitsu) - 28. Puszek (jap. しろ Shiro)                                                                |                      |                        |                      |                        |
| 5 | 20 listopada 2015    | ISBN 978-4-06-388101-1 | 28 maja 2025         | ISBN 978-83-8257-708-2 |
| Lista rozdziałów - 29. Padparadża (jap. パパラチア Paparachia) - 30. Pusta czarna plama (jap. 虚黒点 Kyo kokuten) - 31. Świeży zapas (jap. 新鮮な Shinsenna) - 32. Strach (jap. 不安 Fuan) - 33. Odległość (jap. 距離 Kyori) - 34. Zwrot (jap. 反転 Hanten) - 35. Dwie osoby (jap. ふたり Futari) - 36. Nowa praca (jap. 新しい仕事 Atarashī shigoto)      |                      |                        |                      |                        |
| 6 | 23 września 2016     | ISBN 978-4-06-388185-1 | 21 lipca 2025        | ISBN 978-83-8257-779-2 |
| Lista rozdziałów - 37. W zamian (jap. 代わりに Kawarini) - 38. Kwarc Fantomowy (jap. ゴースト・クォーツ Gōsuto kuōtsu) - 39. Autorefleksja (jap. 自戒 Jikai) - 40. Imię (jap. 名前 Namae) - 41. Widok (jap. 景色 Keshiki) - 42. Pęknięcie (jap. 破裂 Haretsu) - 43. Plansza (jap. 盤上 Banjō) - 44. Droga na skróty (jap. 近道 Chikamichi)                 |                      |                        |                      |                        |
| 7 | 23 maja 2017         | ISBN 978-4-06-388259-9 | —                    |                        |
| Lista rozdziałów - 45. Nagai fuyu (jap. 長い冬) - 46. Rapisu razuri (jap. ラピス・ラズリ) - 47. Hyaku ni-nen (jap. 百二年) - 48. Umide ī tan-banashi hanashi (jap. 海で聞いた昔話) - 49. Tadoru (jap. 辿る) - 50. Hakase (jap. 博士) - 51. Mukashibanashi (jap. 昔話) - 52. Tabiji (jap. 旅路)                                                             |                      |                        |                      |                        |
| 8 | 22 listopada 2017    | ISBN 978-4-06-510363-0 | —                    |                        |
| Lista rozdziałów - 53. Gessekai (jap. 月世界) - 54. Inori no tame no kikai (jap. 祈りのための機械) - 55. Noroi (jap. 呪い) - 56. Gōsei shinju (jap. 合成真珠) - 57. Kiro (jap. 岐路) - 58. Bokura no kibō (jap. 僕らの希望) - 59. Dōyō (jap. 動揺) - 60. Kaigi (jap. 懐疑) - 61. Katamuku tsuki (jap. 傾く月)                                              |                      |                        |                      |                        |
| 9 | 23 października 2018 | ISBN 978-4-06-513101-5 | —                    |                        |
| Lista rozdziałów - 62. Enkei (jap. 遠景) - 63. Kitai (jap. 期待) - 64. Aruhi (jap. 或る日) - 65. Kyō (jap. 今日) - 66. Jiyū (jap. 自由) - 67. Kangōmu (jap. カンゴーム) - 68. Henten (jap. 変転) - 69. Fuhen (jap. 不変) - 70. Mimei (jap. 未明) |                      |                        |                      |                        |
| 10 | 23 sierpnia 2019     | ISBN 978-4-06-516738-0 | —                    |                        |
| Lista rozdziałów - 71. Shippai (jap. 失敗) - 72. Kyūseishu (jap. 救世主) - 73. Sentaku (jap. 選択) - 74. Saiten (jap. 祭典) - 75. Negaigoto (jap. 願い事) - 76. Adomirabirisu (jap. アドミラビリス) - 77. Ninshō (jap. 認証) - 78. Keika (jap. 経過) - 79. Ni hyaku ni jū-nen (jap. 二百二十年)                                                            |                      |                        |                      |                        |
| 11 | 20 lipca 2020        | ISBN 978-4-06-520224-1 | —                    |                        |
| Lista rozdziałów - 80. San-zoku (jap. 三族) - 81. Miyage (jap. 土産) - 82. Nariyuki (jap. 成り行き) - 83. Henshō (jap. 返照) - 84. Zenya (jap. 前夜) - 85. Tanjōbi (jap. 誕生日) - 86. Kaisen (jap. 開戦) - 87. Shijima (jap. 静寂) - 88. Shizen jikken mirai (jap. 自然・実験・未来)                                                                      |                      |                        |                      |                        |
| 12 | 22 listopada 2022    | ISBN 978-4-06-529732-2 | —                    |                        |
| Lista rozdziałów - 89. Enma (jap. エンマ) - 90. Hasai (jap. 破砕) - 91. Jēdo (jap. ジェード) - 92. Yoru (jap. 夜) - 93. Yakusoku (jap. 約束) - 94. Kongō (jap. 金剛) - 95. Shūsen (jap. 終戦) - 96. Ichiman-nen (jap. 一万年) - 97. Yume (jap. 夢) - 98. Inori (jap. 祈り)                                                                                 |                      |                        |                      |                        |
| 13 | 21 listopada 2024    | ISBN 978-4-06-537477-1 | —                    |                        |
| Lista rozdziałów - 99. Hajimari (jap. 始まり) - 100. Chōwa (jap. 調和) - 101. Zan'yo (jap. 残余) - 102. Ani (jap. 兄) - 103. Muku (jap. 無垢) - 104. Rakuen (jap. 楽園) - 105. Taiyō (jap. 太陽) - 106. Hashi (jap. 橋) - 107. Owari ni (jap. 終わりに) - 108. Hōseki no kuni (jap. 宝石の国)                                                              |                      |                        |                      |                        |

## Anime
Adaptacja w formie telewizyjnego serialu anime była emitowana w Japonii od 7 października do 23 grudnia 2017. Za animację odpowiadało studio Orange, reżyserią zajął się Takahiko Kyōgoku, scenariusz napisał Toshiya Ono, a postacie zaprojektowała Asako Nishida. Motywem otwierającym jest „Kyōmen no nami” (jap. 煌めく浜辺) autorstwa Yuriki, natomiast końcowym „Kirameku hamabe” (jap. 煌めく浜辺) w wykonaniu Yuiko Ōhary.